# Yoshiro Nakamatsu
Yoshiro Nakamatsu (中松 義郎 pron. Nakamatsu Yoshirō; Tokyo, 26 giugno 1928) è un inventore giapponese.
Noto anche come Dr. Nakamats (maths significa matematica in inglese), ha all'attivo più di 4000 brevetti, e avrebbe dato in licenza 16 brevetti alla IBM. Tuttavia molte delle sue invenzioni sono basate su teorie originali non validate scientificamente, e secondo alcuni detrattori non funzionerebbero.
Talvolta viene presentato (erroneamente) come l'inventore del floppy disk; in realtà nel 1979 la IBM, che vendeva floppy disk in Giappone, al fine di evitare conflittualità, stipulò con lui un contratto per l'utilizzo di alcuni suoi brevetti registrati nel 1952, riguardanti (ma indirettamente), il floppy disk. Successivamente, fraintendendo l'oggetto del contratto, qualcuno ha considerato Nakamatsu l'inventore del floppy disk.
Laureato all'Università di Tōkyō, ha all'attivo quattro tesi di laurea e ha dichiarato che non smetterà mai di studiare.
Nel 2005 ottiene il premio Ig Nobel per la nutrizione, per aver fotografato e analizzato retrospettivamente ogni cibo che ha mangiato nell'arco di 34 anni (pratica che continua tuttora).
Nel 2009 è protagonista del documentario "The invention of Dr. Nakamats" di Kaspar Astrup Schröder che parla della sua vita, delle sue invenzioni e del suo metodo. Nel film l'inventore spiega che ci sono molti modi per creare nuove invenzioni. Egli dichiara che il suo metodo prevede un'immersione sott'acqua in apnea; quando il cervello è in mancanza di ossigeno, allora raggiunge la sua massima attività. Negli 0,5 secondi prima di morire, si crea uno spiraglio in cui nascono le nuove idee. Per questo scopo ha infatti creato un blocco note utilizzabile sott'acqua.
Egli ha dichiarato di voler vivere ben 144 anni grazie all'attenta dieta, composta da un solo pasto al giorno di circa 700 kcal, e a uno stile di vita che prevede palestra giornaliera e soltanto 4 ore di sonno.